# Стомахин, Борис Владимирович
Бори́с Влади́мирович Стома́хин (род. 24 августа 1974, Москва, РСФСР, СССР) — российский публицист, осуждённый за разжигание национальной вражды и призывы к экстремистским действиям. В 2006 году получил самый большой срок заключения среди всех осуждённых по 280-й и 282-й статье УК. Вышел на свободу 21 марта 2011 года. Вновь был задержан 20 ноября 2012 года по подозрению в нарушении тех же статей УК РФ, а также в оправдании терроризма. 22 апреля 2014 года был приговорён к 6,5 годам лишения свободы. 20 апреля 2015 года, отбывая наказание, приговорён к 3 годам заключения. 19 сентября 2019 года вышел на свободу.

## Биография

### Начало политической деятельности
В 2000 году окончил Московский государственный университет печати.
В политической жизни Борис Стомахин начал участвовать с 1991 года, был постоянным участником множества политических акций и мероприятий в Москве. С 1994 года начал публиковаться в различных «неформальных» политических изданиях преимущественно оппозиционного толка. Впоследствии публиковался в российских, украинских, белорусских, латвийских, литовских, чеченских и других печатных и интернет-СМИ. Состоял в троцкистском КРДМС Сергея Бийца, откуда в 1998 году был исключён с формулировкой «за буржуазно-демократический уклон и несоблюдение революционной этики». Одной из причин этого послужила публикация статьи Бориса Стомахина «Ленин, фашисты и свобода сексуальных меньшинств», где он, в частности, заявил: «если и был Ленин гомосексуалистом, — это было его право, мы против этого ничего не имеем и в любом случае остаемся верны его делу».
Весной 1999 года Стомахин создал Революционное Контактное Объединение — радикальную организацию либерального направления, резко оппозиционную власти, и стал её сопредседателем вместе с Павлом Кантором. В этом качестве активно участвует во всех проводимых РКО политических мероприятиях — многочисленных митингах, пикетах, шествиях, листовочных кампаниях, налаживании контактов с дружественными организациями СНГ и Европы. В мае 2000 основал ежемесячную газету РКО «Радикальная Политика» и стал её бессменным редактором. Газета, как и организация, принципиально не регистрировалась у российских властей.
17 ноября 2000 года по статье Стомахина «Программа национальной революции», а также по опубликованным на сайте РКО политическим заявлениям организации прокуратурой было возбуждено уголовное дело по статьям «Призывы к насильственному свержению конституционного строя», «Оскорбление представителя власти» и «Клевета на представителя власти», переданное затем на расследование в ФСБ. Под «представителем власти» понимался президент РФ Владимир Путин. Рано утром 13 февраля 2001 года у Стомахина и четырёх его товарищей по РКО и Российскому Движению за Независимость Чечни сотрудники ФСБ провели обыск. После обысков и нескольких допросов по этому делу ФСБ прекратило его в августе 2001 года «за отсутствием состава преступления», так и не предъявив Стомахину обвинение.
Летом 2001 года Борис Стомахин начал публиковать свои статьи на интернет-сайте чеченских сепаратистов «Кавказ-центр». Продолжил также издавать «Радикальную Политику», расходившуюся в кругах демократической оппозиции Москвы и остальной России. В августе 2002 года один из деятелей этой оппозиции, тогда депутат Государственной думы Владимир Лысенко, получив от своего помощника раздававшийся на митинге в Москве номер «РП», написал заявление в прокуратуру, и против Стомахина и «РП» было возбуждено новое уголовное дело по ст. 280 УК РФ, следствие по которому также поручается ФСБ. После нескольких допросов в марте оно было закрыто летом 2003 года. Параллельно с уголовным, подвергся и административному преследованию, многочисленным задержаниям милицией и судами как организатор и активный участник множества несанкционированных уличных акций в Москве.
Следующее уголовное дело на основании заявления депутата ГД от фракции КПРФ Зоркальцева — было возбуждено против Стомахина Северо-Восточной окружной прокуратурой г. Москвы, — по месту его жительства. На этот раз дело дошло не только до нового обыска у Стомахина на квартире, но и до предъявления ему обвинения по статьям УК РФ 280 (Призывы к совершению экстремистских действий) и 282 (Разжигание национальной, религиозной и социальной розни) по материалам «Радикальной Политики». С него была взята подписка о невыезде из Москвы. В конце апреля Стомахин прошёл обследование в Независимой психиатрической ассоциации, которая признала его полностью здоровым.
Опасаясь преследований, в конце мая 2004 года Стомахин уезжал в Украину. Там при содействии местных правозащитников он пытался получить статус беженца, но Винницкое отделение миграционной службы Украины отказалось рассматривать его документы по существу, заявив, что Россия является демократической страной, где можно отстаивать свои права в суде. В РФ тем временем Стомахин был объявлен в розыск.
В 2005 году Борис Стомахин принял участие в создании Общества Друзей Ичкерии и стал членом его оргкомитета. Основал интернет-газету «Сопротивление», позиционировавшую себя как «орган революционно-либерального Сопротивления кровавому путинскому режиму и русскому империализму». Стал членом Союза кавказских журналистов. В 2006 году вступил в Международное Движение за Деколонизацию Кавказа.
Одновременно он продолжил как издавать «Радикальную Политику», распространявшуюся в России его соратниками и единомышленниками, так и выступать с острыми публицистическими статьями в интернете, в частности на Кавказ-Центре. Главной его темой является деятельность российской оппозиции, роль которой в этой борьбе оценивалась Стомахиным как «предательская» и «пособническая». Борис Стомахин провозгласил «необходимость создания, выковывания новой, радикальной и бескомпромиссной оппозиции для свержения кровавой и тоталитарной власти чекистов».

### Первый арест и судебный процесс
21 марта 2006 года в квартиру Стомахина и его матери пришли трое оперативников в штатском из милиции Северо-Восточного округа Москвы. После отказа впустить их в квартиру, они начали взламывать дверь. Стомахин попытался бежать из квартиры, спустившись по верёвке из окна. Верёвка оборвалась и он упал с высоты четвёртого этажа. В городской больнице № 20, куда пострадавшего доставила машина скорой помощи, диагностировали перелом ноги и отростков двух позвонков.
В конце марта 2006 года его посетила в больнице следователь прокуратуры Северо-Восточного округа Москвы Снежана Колобова с материалами уголовного дела, возбуждённого против него в декабре 2003 года по статье «возбуждение национальной, расовой или религиозной вражды». Стомахин был переведён в закрытое отделение 20-й больницы. 18 июля судья Останкинского суда Москвы С. Костюченко продлил содержание Бориса Стомахина под стражей на два месяца. 3 октября 2006 года начались судебные слушания по делу Бориса Стомахина, обвинявшегося в публичных призывах к экстремистской деятельности и возбуждении религиозной ненависти. 20 ноября 2006 года приговорён Бутырским судом Москвы по ч. 2 ст. 280 («публичные призывы к осуществлению экстремистской деятельности»), ч. 1 ст. 282 («возбуждение ненависти либо вражды») УК РФ путём частичного сложения наказаний к пяти годам лишения свободы, с лишением права заниматься журналистской деятельностью сроком на три года, с отбыванием наказания в исправительной колонии общего режима; срок наказания исчислялся с 22 марта 2006 года. 23 мая 2007 года Московский городской суд оставил приговор без изменения. 23 июня Стомахин был отправлен на этап в тюрьму в Нижний Новгород.
Отбывал срок в ИК-4 пос. Буреполом Нижегородской области. 7 февраля 2008 года Тоншаевский районный суд Нижегородской области отказал Борису Стомахину в условно-досрочном освобождении. 11 сентября 2008 года тот же суд согласился с утверждением прокурора, что Стомахин не заслуживает УДО, поскольку не признаёт своей вины и не сотрудничает с администрацией колонии. 27 апреля 2009 года суд в третий раз отказал Борису Стомахину в условно-досрочном освобождении (УДО). Всего за время заключения, которое Стомахин отбыл полностью, суд отказывал ему в УДО пять раз.
За освобождение Бориса Стомахина выступали бывшие советские диссиденты и политзаключённые Владимир Буковский, Сергей Григорьянц, Валерия Новодворская (она также выступала свидетелем защиты на его судебном процессе), Юлий Рыбаков, Елена Санникова, Александр Подрабинек, Кирилл Подрабинек, Сергей Ковалёв, Мальва Ланда, политик Константин Боровой, правозащитники Лев Пономарёв, Светлана Ганнушкина, Людмила Алексеева, Юрий Самодуров, Алексей Симонов, публицист и радиоведущий Яков Кротов и священник АПЦ Глеб Якунин, писательница Алла Гербер, бывший сотрудник ФСБ Александр Литвиненко.
В период заключения Борис Стомахин продолжал публиковаться, в том числе в газете Демократического Союза «Свободное слово». За освобождение Стомахина выступали авторы данного издания и члены ДС, в частности, Михаил Кукобака, Павел Люзаков, Андрей Деревянкин, Адель Найденович, Надежда Низовкина, Татьяна Стецура.
Уголовное преследование и лишение свободы Бориса Стомахина публично поддержали, в частности, журналисты Максим Соколов, Дмитрий Соколов-Митрич и политик Леонид Волков.
В августе 2009 года было возобновлено уголовное дело, возбуждённое по факту распространения в начале 2006 года (когда Стомахин ещё находился на свободе) бюллетеня «Радикальная политика» в Нижнем Новгороде. В рамках этого дела Стомахин был допрошен 29 августа.
В 2010 году Ахмед Закаев подписал документ о предоставлении Борису Стомахину гражданства Ичкерии, в котором назвал его «политическим узником, одним из ярчайших союзников и защитником прав чеченского народа».
Освободился 21 марта 2011 года.

### Второй арест и судебный процесс
Пробыв на свободе около полутора лет, Борис Стомахин вновь был задержан на своей квартире 20 ноября 2012 года по обвинению в нарушении «антиэкстремистских» статей Уголовного кодекса (282 и 205.2 статьи УК). Задержание было произведено в годовщину его осуждения в 2006 году. Суд санкционировал его содержание под стражей. Уголовное дело было возбуждено 10 июля 2012 года, однако об этом нигде не сообщалось, и Стомахин повесток на допросы не получал вплоть до момента своего задержания. Дело было возбуждено по обращению известного блогера Романа Носикова.
Предметом обвинения, предъявленного 21 ноября 2012 года, послужили три статьи за подписью Стомахина, опубликованные в интернете, а именно «Не допустить нового Холокоста» и «Унтерменшен» (по ч.1 ст. 282 УК РФ, «возбуждение ненависти и вражды по признакам национальности и происхождения»), и «Памяти шахидов» (по ч. 1 ст. 205.2 УК РФ, «публичное оправдание терроризма»). В деле фигурируют и другие статьи за подписью Стомахина, опубликованные начиная с 2001 года (в том числе ещё до его первого ареста).
14 марта 2013 года обвинение Борису Стомахину было расширено и дополнено, его обвинили также по статье 280 ч. 1 УК РФ («Публичные призывы к осуществлению экстремистской деятельности». В обвинение добавлены тексты «Вторая гражданская» (в котором, по версии обвинения, «содержатся призывы к разрушительным действиям (диверсиям), результат которых — уничтожение зданий, коммуникаций, техники, объектов городской инфраструктуры»), «К топору!» («в котором, — считает следствие, — содержатся призывы и побуждения к вооружённому сопротивлению власти») и «Время героев» (в котором, согласно обвинению, «содержатся призывы и побуждения к насильственным действиям (убийству) представителей власти, в том числе судей, сотрудников правоохранительных органов, представителей вооружённых сил»). Всё это следствие квалифицировало как нарушение статьи 280 ч.1 УК РФ. В ходе следствия Стомахин отказывался давать показания в соответствии со статьёй 51 Конституции РФ. 24 апреля 2013 года обвинения Борису Стомахину были изменены на более тяжёлые — блог и сайт, на которых публиковались инкриминируемые ему тексты, были сочтены следствием «средствами массовой информации». Соответственно, ч.1 статей 280 и 205.2 УК РФ были переквалифицированы на ч.2. Также из обвинения была в связи с истечением срока давности исключена статья «Унтерменшен», но обвинение по ч.2 ст. 282 УК РФ снято не было.
4 июня 2013 года к списку обвинений добавилось обвинение в разжигании ненависти к православным путём «оскорбительных номинаций Всевышнего» и «уничижительных оскорбительных номинаций святого» (из текста обвинения). Также Стомахин был обвинён в «приготовлении к публичному оправданию терроризма, совершенном с использованием СМИ», что выразилось, в частности, в «оправдании деятельности террористов, убивших Александра Второго». Это проявилось, по версии следствия, в статье Стомахина «Годовщина цареубийства», «в которой восхваляется деятельность террористов, убивших Александра Второго: на снимке, иллюстрирующем статью, изображён балкон с перетяжкой с надписью «1861—2011 Ваш Подвиг Не Забыт». Надпись повторяет стилистику надписей на памятниках погибшим в ВОВ «1941—1945 Ваш подвиг не забыт», которая вызывает положительные ассоциации у большинства граждан России, привыкших относиться с благодарностью к памяти погибших в ВОВ». «Приготовление к оправданию терроризма» (205.2 статья УК) на 4 июня 2013 года осталось единственным тяжким составом преступления, в котором обвиняется Стомахин, остальные действия, в которых он обвиняется, относятся к преступлениям средней тяжести.
Против ареста публициста выступил ряд общественных деятелей, в том числе историк и социолог Алек Эпштейн, журналисты Даниил Коцюбинский
 и Владимир Прибыловский, бывший член Совета Федерации РФ Алексей Мананников, политик Константин Боровой, правозащитник Леонид Романков, публицист и радиоведущий Яков Кротов, блогер Михаил Вербицкий, медиа-художник Алексей Плуцер-Сарно, пресс-секретарь Эдуарда Лимонова Александр Аверин, неоязычник Алексей Широпаев, журналист и писатель Аркадий Бабченко, писательница Полина Жеребцова, поэтесса Алина Витухновская, вдова Джохара Дудаева Алла Дудаева, экс-президент Литвы Витаутас Ландсбергис, активист группы «Война» Пётр Верзилов, бывшие диссиденты Владимир Буковский, Адель Найденович, Наталья Горбаневская, Андрей Деревянкин, Павел Люзаков, Александр Скобов, Елена Санникова, Александр Подрабинек, Кирилл Подрабинек и Валерия Новодворская, гендиректор портала Грани.ру Юлия Березовская. Проводилась кампания за его освобождение. Так, на акциях российской оппозиции в 2012—2013 годах поднимались плакаты с текстом «Свободу Борису Стомахину!» — в Москве, Санкт-Петербурге, Ульяновске, Саратове, Омске, Ганновере, Челябинске, Екатеринбурге. Также его портреты с надписью «Борис Стомахин. 5 лет заключения» были наклеены на стены посольства России в Берлине в ночь на 16 января 2013 года в ходе акции в поддержку арестованных активистов российской оппозиции. Более 300 представителей российской оппозиции и граждан других государств (из более 105 городов более 18 стран) подписали обращение с требованием освобождения Стомахина.
24 августа 2013 года, в день рождения Бориса Стомахина и накануне начала суда над ним, в рамках «Всемирного дня защиты Стомахина» (World Stomakhin Day) акции в его защиту одновременно состоялись в Москве, Санкт-Петербурге, Омске, Ульяновске, Хельсинки (Финляндия), Тбилиси (Грузия), Кембридже (США, штат Массачусетс). Среди лозунгов: «Я Стомахина не читал, но требую его освободить!» «Нет преследованиям за мысли и слова!». Позднее акции в защиту Стомахина также проходили в Таллине (Эстония), Ульяновске, Екатеринбурге, Санкт-Петербурге.
Против сторонников освобождения Бориса Стомахина из-под стражи резко выступили, в частности, журналист и телеведущий Анатолий Вассерман, назвавший их «соучастниками» обвиняемого, писатель-фантаст Лев Вершинин. Поэт Юрий Нестеренко заявил, что считает Стомахина виновным, но предложил в качестве наказания ограничиться штрафом.
В ноябре 2012 года Центральный районный суд г. Омск признал экстремистскими все материалы № 11 газеты «Радикальная политика», выпускавшейся Стомахиным. Среди этих материалов оказалось, в частности, и перепечатанное газетой официальное сообщение сайта Кремля о выступлении Дмитрия Медведева перед спецназовцами. Таким образом, суд признал речь Медведева экстремистской. Позднее это судебное решение было отменено, дело направлено на новое рассмотрение.
В сентябре 2013 года в Бутырском суде города Москвы начался судебный процесс над Стомахиным. Всего ему были вменены четыре обвинения: по частям 1 статей 205.2 (оправдание терроризма), 280 (призывы к экстремизму) и 282 (возбуждение ненависти либо вражды) и по части 1 статьи 30, части 2 статьи 205.2 УК (приготовление к публичному оправданию терроризма с использованием СМИ). Поводом для предъявления всех обвинений стали статьи Стомахина, опубликованные им в 2011—2012 годах в интернете и бюллетене «Радикальная политика».
22 октября обвиняемый заявил, что не признаёт «ваши законы, ваш суд и ваш приговор». На заседании 11 ноября подсудимый обругал матом судью Юрия Ковалевского, который вёл его процесс, и был удалён из зала заседания. Защиту подсудимого на процессе вели адвокаты Виктор Бородин и Михаил Трепашкин, а также общественная защитница Елена Санникова.
На процессе между сторонами возник спор, является ли бюллетень, который выпускал Стомахин, «самиздатом» (как утверждала защита) или же полноценным СМИ (на чём настаивало обвинение). От этого зависела степень тяжести вменяемого подсудимому деяния. Прокурор согласился, что бюллетень обвиняемого не был зарегистрирован как СМИ, но заявил: «В результате осмотра листовок, которые были изъяты из квартиры Стомахина, — газеты „Радикальная политика“ — было установлено, что на всех изданиях имеется одинаковое название. А значит, газета является средством массовой информации».
2 декабря 2013 года на заседании суда был допрошен в качестве свидетеля блогер Роман Носиков, по чьему заявлению было возбуждено уголовное дело. Носиков — член движения «Суть времени», колумнист журнала «Однако». Носиков заявил, что тексты Стомахина используются в тренировочных лагерях неонацистов как допинг для разжигания ненависти к евреям и чеченцам, а также к российскому государству. "Лидеры этих людей говорят им: «Вот смотрите, как вас ненавидят евреи, а русское государство ничего с этим не делает», — заявил он на суде. «Я знаком с Василисой Ковалёвой, — сказал Носиков в суде. — Она даже на меня работала. Это та самая девчонка, которую посадили по делу Рыно-Скачевского. Это которые таджиков убивали ножами. Она была знакома с творчеством Бориса Стомахина. Это была одна из её претензий к власти, что он не сидит. Убивали таджиков, да. Она же русская. Но ненависть в них была, в том числе, благодаря статьям Стомахина». Он также высказался за сохранение статьи 282 в Уголовном кодексе: «Я считаю, что отмена 282-й статьи опасна для страны и для людей. Нельзя её отменять. Нельзя её оставлять только русской. Она должна работать во все стороны. Это закон, он един для всех».
Эксперт-лингвист Юлия Сафонова, допрошенная в суде 6 марта 2014 года, заявила, что не обнаружила в текстах Стомахина признаков возбуждения ненависти к какой-либо нации, кроме русской. «Господин Стомахин очень хорошо владеет пером и воздействие от этого усиливается, — заявила она. — Я прочла эти тексты с удовольствием, не буду скрывать. Слог очень хороший».
В период суда среди правозащитников возникла острая дискуссия вокруг вопроса о включении Бориса Стомахина в список политзаключённых и узников совести. Правозащитное общество «Мемориал» не признало Бориса Стомахина политзаключённым, как и узником совести. За внесение Стомахина в список выступили, в частности, бывшие политзаключённые Александр Подрабинек, Александр Скобов, Сергей Григорьянц. Бывшая политзаключённая и бывший главный редактор диссидентской «Хроники текущих событий» Наталья Горбаневская назвала «невозможным, немыслимым» принципиальное игнорирование политзэка за его взгляды. Горбаневская неоднократно выступала в защиту Бориса Стомахина и до своей смерти в ноябре 2013 года входила в международный Комитет его защиты, как и Владимир Буковский.
20 ноября 2013 года на Красной площади в Москве прошла акция к годовщине ареста Стомахина. Пятеро активистов развернули транспарант «Свободу Стомахину! Долой статью 282!». Двоих участников акции — Ильдара Дадина и Геннадия Строганова — на другой день приговорили к семи суткам ареста по части 1 статьи 19.3 КоАП (неповиновение законному требованию полицейского).
22 января 2014 года депутат Государственной Думы РФ от «Единой России» Александр Сидякин обратился в прокуратуру г. Москвы с запросом о принятии мер против заключённого Стомахина Б. В., от имени которого распространяются заявления в интернете.
22 апреля 2014 года Борис Стомахин был приговорён к 6,5 годам тюремного заключения. 15 июля 2014 года приговор, несмотря на истечение срока давности по ряду эпизодов, был утверждён Московским городским судом.

### Третий судебный процесс
20 апреля 2015 года Московским окружным военным судом Стомахин был приговорён к 3 годам заключения, с отбыванием наказания в колонии строгого режима. С учётом ранее назначенных наказаний по аналогичным делам, его общий срок лишения свободы составил 7 лет. Таким образом, Стомахин получил ещё полгода лишения свободы в дополнение к его предыдущему сроку отбывания наказания. Суд также запретил ему в течение пяти лет после отбытия наказания заниматься журналистикой. Государственное обвинение просило приговорить Стомахина к 7 годам и 6 месяцам строгого режима, однако суд приговорил его к меньшему сроку.
Бориса Стомахина, отбывающего уже второй срок за его публицистику, признали виновным по части 1 статьи 205.2 УК (публичное оправдание терроризма). Его обвинили в том, что он опубликовал 18 января 2014 года в блоге Стомахина на хостинге LJ.Rossia статью «Или пару вокзалов взорвать здесь железнодорожных!», посвящённую взрывам в Волгограде в декабре 2013 года. Защита подсудимого указывала, что на момент публикации статьи в сети интернет у Бориса было алиби, так как в это время он находился в заключении в СИЗО-4 (г. Москва) и не имел технической возможности что-либо размещать в интернете.
В защиту Стомахина и с критикой приговора, как чрезмерно сурового, выступил ряд правозащитников: директор Института прав человека Валентин Гефтер, председатель совета правозащитного центра «Мемориал» Александр Черкасов, директор Информационно-аналитического центра «Сова» Александр Верховский, генеральный директор интернет-портала «Грани.ру» Юлия Березовская.

### Рассмотрение дела в ЕСПЧ
В мае 2018 года Европейский суд по правам человека вынес решение по жалобе Стомахина. В приговоре по его первому делу ЕСПЧ нашёл нарушения права на свободу выражения мнений. При этом судьи признали часть высказываний Стомахина призывающими к насилию, но наказание — пять лет колонии — сочли несоразмерным. Стомахину присудили 12 500 евро в качестве компенсации морального вреда, но его требования в части компенсации материального ущерба за годы заключения отклонили.

### Освобождение и эмиграция
В сентябре 2019 года Борис Стомахин вышел на свободу. В ноябре 2019 года он уехал из России и попросил убежища в Украине.
14 ноября 2024 года Бутырский суд Москвы заочно арестовал Бориса Стомахина по делу о военных «фейках», он был объявлен в международный розыск. 27 марта 2025 года Бутырский суд Москвы заочно приговорил его к 10 годам колонии строгого режима по делу о возбуждении ненависти и военных «фейках».
20 июня 2025 года был внесён Министерством юстиции России в реестр «иностранных агентов».

## Политические взгляды
В многочисленных публикациях, связанных с чеченской войной, Борис Стомахин выступает за независимость Чеченской Республики Ичкерия. Этой теме посвящена как его публицистика, так и большая часть деятельности руководимого им РКО. Он требует не только признания независимости Чечни, но и полного демонтажа и роспуска «колониальной российской империи», так как «не может быть свободен народ, угнетающий другие народы». Стомахин поддерживал ведущих террористическую деятельность чеченских сепаратистов, вплоть до призывов к уничтожению российского государства и геноциду русских.
Свои материалы он распространял в Интернете и сети Фидо, а также в малотиражных печатных изданиях. Регулярно публиковался на сайте чеченских сепаратистов «Кавказ-Центр».
Борис Стомахин одобрил захват заложников в театральном центре на Дубровке, совершённый группой чеченских террористов под руководством Мовсара Бараева.
Выступает также с антиклерикальных позиций — против Русской православной церкви и «насаждаемого ею в России клерикализма и мракобесия», за полное равноправие национальных, религиозных, сексуальных и прочих меньшинств, за признание права на однополые браки и усыновление детей однополыми парами, за тотальную легализацию всех видов оружия и наркотиков без каких-либо ограничений.
Борис Стомахин настаивает на полном отказе от «социального государства» и искоренении всех «пережитков социализма», на тотальном отказе государства от вмешательства в экономику и от «традиционной для России великодержавно-шовинистической, имперской политики в отношении соседей».

## Премии и награды
- В 2017 году Борис Стомахин стал лауреатом премии «За мужество» имени Андрея Сахарова[101].

### Официальные документы
- Обвинительное заключение. 2013 г.
- Постановление о привлечении в качестве обвиняемого, 24 апреля 2013 г.
- О направлении информации из Центра по противодействию экстремизму (об обращении гр-на Носикова Р. О.), 2012 г.
- Справка об исследовании (статей Б. Стомахина) от 29 мая 2012 г. листы 1-2 листы 3-4 листы 5-6 листы 7-8 листы 9-10 лист 11
- Постановление о привлечении в качестве обвиняемого, 21 ноября 2012 года — лист 1 лист 2
- Постановление о возбуждении уголовного дела, 10 июля 2012 года
- Приговор от 20 ноября 2006
- Постановление о привлечении в качестве обвиняемого (обвинительное заключение). 2006 год, также
- Постановление о привлечении в качестве обвиняемого. 2004 год
- Постановление Европейского суда по правам человека по делу «Стомахин против России» 2018